# Küçükbayat, Bala
Küçükbayat là một xã thuộc huyện Bala, tỉnh Ankara, Thổ Nhĩ Kỳ. Dân số thời điểm năm 2011 là 58 người.